# Nieuil-l'Espoir
Nieuil-l'Espoir è un comune francese di 2 718 abitanti situato nel dipartimento della Vienne nella regione della Nuova Aquitania.

## Società

### Evoluzione demografica
Abitanti censiti